# Krasnyj Profintern
Krasnyj Profintern è una cittadina della Russia europea centrale, situata nella oblast' di Jaroslavl'; appartiene amministrativamente al rajon Nekrasovskij.
Si trova nella parte occidentale della oblast', sulla sponda sinistra del Volga.